# Кармен Сепулведа
Кармен Сепулведа (на испански: Carmen Sepúlveda) е мексиканска сценаристка и литературен редактор на теленовели. Реализира кариерата си в компания „Телевиса“.

## Творчество

### Адаптации
- Монтеверде (2025) с Лусеро Суарес, Химена Меродио и Луис Алберто Рейносо, оригинал от Алехандро Кабрера
- Бегълци, в търсене на свобода (2024) с Лусеро Суарес, Химена Меродио и Луис Рейносо, оригинал от Диего Муньос
- Прости нашите грехове (2023) с Лусеро Суарес, Химена Меродио и Луис Рейносо, оригинал от Пабло Илянес
- Помощ! Влюбвам се (2021) с Лусеро Суарес, Едуин Валенсия и Луис Рейносо, оригинал от Хорхе Маестро и Ернесто Коровски
- Ринго (2019) с Лусеро Суарес, Луис Рейносо и Майкел Родригес Понхуан; оригинал от Адриан Суар
- Влюбвам се в Рамон (2017) с Лусеро Суарес, Едуин Валенсия и Луис Рейносо; оригинал от Дорис Сеги
- Съседката (2015/16) с Едуин Валенсия, Лусеро Суарес и Луис Рейносо; оригинал от Моника Агудело и Маурисио Миранда
- Че те обичам, обичам те (2013/14) с Едуин Валенсия, Луис Рейносо и Лусеро Суарес; оригинал от Валентина Парага
- Влюбено сърце (2011/12) с Едуин Валенсия, Луис Рейносо и Лусеро Суарес; оригинал от Валентина Парага
- Сакатийо (2010) с Едуин Валенсия, Луис Рейносо и Лусеро Суарес; оригинал от Педро Пабло Кинтания
- Скъпа неприятелко (2008) с Едуин Валенсия и Лусеро Суарес; оригинал от Ерика Йохансон и Пабло Сера
- Веселяци и сърдитковци (2003/04) с Палмира Олгин, Мигел Анхел Сола и Клаудия Веласко; оригинал от Палмира Олгин
- ДКДА: Мечтите на младостта (1999/2000) със Сюзън Кроули и Серхио Шмуклер; оригинал от Сюзън Кроули

### Коадаптации
- Подарен живот (2020) с Едуин Валенсия и Лусеро Суарес; оригинал от Мария Хосе Гайегиос

### Литературни редакции
- Двете лица на Ана (2006/07) написана от Вирхиния Кинтана и Едуин Валенсия
- Първа част на За една целувка (2000/01) с Хуан Карлос Техеда, написана от Габриела Ортигоса
- Втора част на Камила (1998/99) с Рикардо Техеда, Хуан Карлос Техеда и Хуан Карлос Алкала, написана от Габриела Ортигоса

### Литературен консултант
- Заради любовта ти (1999) с Бегония Фернандес, написана от Габриела Ортигоса

## Награди и номинации
Награди TVyNovelas
| Година | Категория                        | Теленовела         | Резултат   |
| ------ | -------------------------------- | ------------------ | ---------- |
| 2020   | Най-добър сценарий или адаптация | Ринго              | Номинирана |
| 2018   | Най-добър сценарий или адаптация | Влюбвам се в Рамон | Номинирана |
| 2016   | Най-добър сценарий или адаптация | Съседката          | Номинирана |